# 현덕수 (고려)
현덕수(玄德秀, 1136년 ~ 1215년 5월 24일)는 고려의 무신, 장군이다. 본관은 연주(延州)이며, 연주도령(延州都領) 현담윤(玄覃胤)의 아들이다.

## 생애
사람됨이 강직하고 귀인의 풍모를 갖추었으며 담략도 있었다. 어려서부터 총명하고 비범하여 연주분도장군(延州分道將軍) 김치규(金稚圭)가 보고 특이한 인물로 여겨 개경으로 데려갔다. 책을 읽어 대의에 통달하였고 글도 잘 지었으나 여러 번 과거에 낙방하고 병까지 얻어 고향으로 돌아갔다.
1174년(명종 4)에 서경(西京)에서 조위총(趙位寵)의 난이 일어나자 철령 이북 40여 성(城)이 다 이에 응했으나 연주도령(延州都領)인 아버지 현담윤(玄覃胤)과 함께 연주성(延州城)을 굳게 지켰다. 이 때 권행병마대사(權行兵馬臺事)로 추대되었고, 다시 권감창사사(權監倉使事)로 추대되었으며, 연주성을 포위한 서경의 군대 1만여 명을 궤멸시켰다. 다시 개경에 진격했다가 패퇴한 서경의 군대가 여러 겹으로 포위해왔으나 이를 쳐서 패퇴시키고 많은 포로와 무기를 노획하였다. 연주성을 공격한 서경의 군대를 물리친 공으로 내시지후(內侍祗候)가 되었고, 아버지 현담윤은 장군이 되었다.
이어 안남도호부부사(安南都護府副使)가 되어 청렴하고 밝게 정사를 하여 관리와 백성들의 공경을 받았다. 뒤에 이부낭중(吏部郎中)으로 임명되자 간관(諫官)이 “변방 출신의 사람에게 그런 관직을 주는 것은 부당하다.”고 반대했기 때문에 병부낭중(兵部郞中)이 되었다. 이후 사재소경(司宰小卿)으로 전임되었으나 처의 양모가 죽은 것을 친모라고 거짓 보고했던 일이 밝혀져 탄핵을 받아 파직되었다. 신종 때 전중감(殿中監)으로 다시 임명되었고 여러 번 승진해 병부상서(兵部尙書)에 이르러 치사(致仕)하였다.

## 현덕수가 등장한 작품
- 《무인시대》 KBS, 2003년~2004년, 배우 : 황덕재